# Міжнародний автосалон
Міжнародна автомобільна виставка (нім. Internationale Automobil-Ausstellung, IAA) — автосалон, що проходить у непарні роки у вересні у Мюнхені (легкові авто), а у парні роки у Ганновері, Німеччина (комерційні авто). Уперше відбувся у 1897 році. 
Є одним з найбільших і найважливіших міжнародних автомобільних виставок. До 1939 року він переважно відбувався в Берліні. Після перерви, спричиненої війною, він відбувався кожні два роки у Франкфурті-на-Майні з 1951 по 2019 рік і вперше у 2021 році як платформа мобільності IAA Mobility у Мюнхені. Розрізняють дні відвідувачів, преси та громадськості. IAA організовано Німецькою асоціацією автомобільної промисловості (VDA).

## Історія
У 1897 році в готелі Bristol у Берліні відбувся перший IAA, на якому було представлено вісім автомобілів. Оскільки автомобіль став більш відомим і прийнятим, IAA стала постійною подією в Німеччині, принаймні одна проводиться щороку, зазвичай у Берліні. У 1905–1907 роках їх було по два на рік, оскільки виробництво зросло до промислового рівня. У наступні роки виставка була призупинена через триваючу Першу світову війну, а потім була відновлена в 1921 році, коли 67 виробників автомобілів показали 90 автомобілів під девізом «комфорт».
Попри все ще помітні наслідки глобальної рецесії, 22-га IAA відбулася в Берліні в 1931 році, її відвідали 295 000 відвідувачів. Вперше на виставці були представлені передньопривідні автомобілі. У 1939 році 29-та інсталяція заходу зібрала загалом 825 000 відвідувачів – історичний рекорд на той час. Вперше був представлений новий Volkswagen, який пізніше отримав назву Beetle. Це був останній IAA перед тим, як його знову призупинили під час Другої світової війни, після чого Німеччина та Берлін були розділені, а Західний Берлін був ізольований у комуністичній Східній Німеччині. У 1947–1949 роках виробники автомобілів і аксесуарів Західної Німеччини брали участь в експортній виставці в Ганновері. Зал автомобільної індустрії, як магніт, притягував публіку, на виставку прийшла велика кількість відвідувачів. У 1951 році виставка вперше відбулася на Messe Frankfurt. Захід, який відбувся у квітні, привабив загалом 570 000 відвідувачів, серед експонатів якого був перший вантажний автомобіль з турбодизельним двигуном. Всього через пів року, у вересні 1951 року, відбулася друга виставка в Берліні, яка зібрала 290 000 відвідувачів. Також у 2015 році тут вперше був представлений комерційний електромобіль від Audi. Відтоді німецька автомобільна промисловість попрощалася зі своїм традиційним виставковим майданчиком у Берліні та повністю перенесла автосалон до Франкфурта. IAA також було перенесено на проведення лише раз на два роки. 
Останній автосалон у Франкфурті відбувся у 2019 році, а у 2020 році було прийнято рішення про перенесення його до Мюнхена на постійній основі. Причина перенесення — численні протести проти негативного впливу автомобілів на довкілля.